# Partit Comunista de Malta
El Partit Comunista de Malta (maltès: Partit Komunista Malti) és un partit comunista de Malta, membre de la Iniciativa de Partits Comunistes i Obrers. El PKM es va fundar el 1969 en un congrés secret a la ciutat de Gwardamangia, després de la sortida del Partit Laborista de Malta d'un grup de militants d'esquerres que havien estat actius en la lluita per la independència nacional, amb Anthony Vassallo com a primer secretari general.
El partit es va presentar per primera vegada a les eleccions generals nacionals de 1987 quan va obtenir el 0,1% dels vots de primera preferència i cap escó parlamentari. Des de llavors no s'ha presentat a cap altra elecció ni a nivell europeu, nacional o local.
L'actual secretari general del partit és Victor Degiovanni, que va assumir el càrrec d'Anthony Vassallo el 2004.

## Fundació
A la dècada de 1920 existien cèl·lules comunistes clandestines, però sempre molt reduïdes. Després dels judicis de sedició de 1933 els treballadors i intel·lectuals de les drassanes van ser empresonats pel "crim" de posseir literatura socialista. Els moviments progressistes s'enfrontaven llavors amb la repressió britànica, tant per les tesis comunistes com pel seu independentisme. Els comunistes maltesos en aquelles dècades militaven o bé al Partit Comunista Italià (PCI), al Partit Comunista de Gran Bretanya, o especialment encoberts al Partit Laborista de Malta, sense cap estructura pròpia que els unifiqués fins més endavant.

## Activitats posteriors a la independència
Després que l'administració de George Borg Olivier fos derrotada, el PKM va sortir oficialment al descobert. El PKM va organitzar protestes i reunions, així com commemoracions a figures de la classe obrera maltesa en suport de l'emancipació com Manwel Dimech. Segons el departament d'intel·ligència nord-americà l'any 1970, els membres de PKM era d'uns cent membres, d'una població, recordem, d'uns 300.000 habitants a l'illa durant aquells anys.
El PKM també participa en seminaris internacionals. Té relacions positives amb el Partit dels Treballadors de Corea i un grup d'estudi Juche anomenat The Juche Philosophy and Songun Policy Study Group.
El partit ha col·laborat amb l'organització d'esquerres Moviment Graffitti, que solia mantenir reunions a la seu del Partit Comunista a La Valletta, amb l'organització Jardí del Coneixement i d'altres plataformes de l'illa. Al 2016, Moviment Graffiti i el PKM van publicar una declaració conjunta demanant una reforma de la clàusula de neutralitat de la Constitució de Malta per prohibir que els vaixells de guerra de tots els països atraquin als ports maltesos.